# Cleora areataria
Cleora areataria är en fjärilsart som beskrevs av Broadwell 1907. Cleora areataria ingår i släktet Cleora och familjen mätare. Inga underarter finns listade i Catalogue of Life.